# Iván Molina Jiménez
Para el tenista ver Iván Molina
Iván Molina Jiménez es un escritor e historiador costarricense. Se le conoce popularmente por sus cuentos de ciencia ficción y por su novela Cundila que representa una secuela de El Moto, la primera novela costarricense de Joaquín García Monge.
Molina es catedrático de la Escuela de Historia e investigador del Centro de Investigación en Identidad y Cultura Latinoamericana (CIICLA) de la Universidad de Costa Rica.

## Premios
- Premio Nacional de Historia (1991) por su obra Costa Rica (1800-1850). El legado colonial y la génesis del capitalismo
- Premio Cleto González Víquez de la Academia de Geografía e Historia (1991) por la misma obra.

### Libros académicos
- Roberto Brenes Mesén, los católicos heredianos y el conflicto cultural de 1907 en Costa Rica (Heredia, Editorial Universidad Nacional de Costa Rica y Editorial de la Universidad de Costa Rica, 2001)
- Stuffing the Ballot Box. Fraud, Electoral Reform and Democratization in Costa Rica (New York, Cambridge University Press, 2002, junto con Fabrice Lehoucq)
- Costarricense por dicha. Identidad nacional y cambio cultural en Costa Rica durante los siglos XIX y XX (San José, Editorial de la Universidad de Costa Rica, 2002)
- The Costa Rica Reader (Durham and London, Duke University Press, 2004, junto con Steven Palmer)
- La estela de la pluma. Cultura impresa e intelectuales en Centroamérica durante los siglos XIX y XX (Heredia, Editorial Universidad Nacional de Costa Rica, 2004)
- Demoperfectocracia; La democracia pre-reformada en Costa Rica (1885-1948) (Heredia, Editorial Universidad Nacional de Costa Rica, 2005).

### Literatura de ficción

#### Novela
- Cundila (San José, Varitec, 2002)

#### Cuentos
- Febrero 2034
- Craks
- Hazaña presidencial
- Los peregrinos del mar
- La miel de los mundos
- Finales
- Premiere
- Despedida
- Algodón de azúcar
- Catarata
- Verde será el olvido
- Intensidad líquida
- Los monstruos son humanos
- Fuente de consulta
- El alivio de las nubes
- Prometido por la brisa
- Compensación terapéutica
- La invención de Polimeni
- Inmigrante frustrado
- La morsa maromera

#### Antologías
- La miel de los mundos y otros cuentos ticos de ciencia ficción (San José, Editorama, 2003)
- El alivio de las nubes y más cuentos ticos de ciencia ficción (San José, ICAR, 2005).
- Posibles futuros; Cuentos de ciencia ficción (co-colaborador) 2009.
- Objeto no identificado y otros cuentos de ciencia ficción (co-colaborador) 2011.
- Lunas en vez de sombras y otros relatos de ciencia ficción (co-colaborador) 2013.